# Prostatitis
La prostatitis és un terme paraigua per a una varietat de trastorn que incorporen malalties d'origen bacterià i no bacterià a la regió pelviana. En contrast amb el significat senzill de la paraula (que significa "inflamació de la pròstata"), el diagnòstic pot no incloure sempre inflamació. La prostatitis es classifica en aguda, crònica, prostatitis inflamatòria asimptomàtica i síndrome de dolor pèlvià crònic.
Als Estats Units, la prostatitis es diagnostica en el 8% de totes les visites dels uròlegs masculins i en l'1% de totes les visites del metge d'atenció primària per símptomes genitourinaris masculins.

## Classificació
El terme prostatitis es refereix a la inflamació del teixit de la pròstata. Pot ocórrer com una resposta fisiològica adequada a una infecció, o pot ocórrer en absència d'infecció.
L'any 1999, el National Institute of Diabetes and Digestive and Kidney Diseases (NIDDK) del National Institutes of Health va idear un nou sistema de classificació. Per a més detalls sobre cada tipus de prostatitis, inclosa informació sobre símptomes, tractament i pronòstic, seguiu els enllaços als articles complets pertinents.
| Categoria | Nom actual                             | Nom antic                      | Dolor | Bacteris | Leucòcits | Descripció |
| --------- | -------------------------------------- | ------------------------------ | ----- | -------- | --------- | --- |
| I         | Prostatitis aguda                      | Prostatitis bacteriana aguda   | Sí    | Sí       | Sí        | Infecció bacteriana de la pròstata que requereix tractament mèdic urgent. |
| II        | Prostatitis bacteriana crònica         | Prostatitis bacteriana crònica | ±     | Sí       | Sí        | Una afecció relativament rara que sol presentar-se com a infecció del tracte urinari intermitent. |
| IIIa      | Prostatitis crònica inflamatòria       | Prostatitis no bacteriana      | Sí    | No       | Sí        | Representa entre el 90 i el 95% dels diagnòstics de prostatitis, abans coneguda com a "prostatitis crònica no bacteriana".                                                                                              |
| IIIb      | Prostatitis crònica no inflamatòria    | Prostatodínia                  | Sí    | No       | No        | Representa entre el 90 i el 95% dels diagnòstics de prostatitis, abans coneguda com a "prostatitis crònica no bacteriana".                                                                                              |
| IV        | Prostatitis inflamatòria asimptomàtica | (cap)                          | No    | No       | Sí        | No hi ha antecedents de dolor genitourinari, però s'observa leucocitosi, generalment durant l'avaluació d'altres afeccions. Entre el 6 i el 19% dels homes tenen cèl·lules de pus al semen però no presenten símptomes. |